# Barbara Buchan
Barbara Buchan (Mountain Home (Idaho), 4 de septiembre de 1956), es una ciclista estadounidense que ganó dos medallas de oro en los Juegos Paralímpicos de Verano de 2008 en Pekín, China.
Buchan era originariamente una competidora de atletismo. También se le consideraba una de las mejores ciclistas de Estados Unidos hasta que un accidente en una carrera de carretera en 1982 le destrozó el cráneo, lo que la dejó en coma durante dos meses y le causó lesiones cerebrales permanentes. Después de cirugías y rehabilitación, volvió a la pista en los Juegos Paralímpicos de Verano de 1988 en Seúl, ganando una plata en los 800 m. Buchan corrió en bicicleta contra los hombres en los Juegos Paralímpicos de 2000 en Sídney, terminando dos carreras en el 9.º y 10.º lugar. Compitió en los Juegos Paralímpicos de Atenas 2004 cuando el ciclismo femenino fue incluido por primera vez en los Juegos Paralímpicos.

## Vida personal
Buchan creció en Mountain Home (Idaho). En 1974 se graduó en el instituto Mountain Home y en 1978 obtuvo una licenciatura en entrenamiento atlético/enseñanza en la Universidad Estatal de Boise.